# Karnawał w Binche

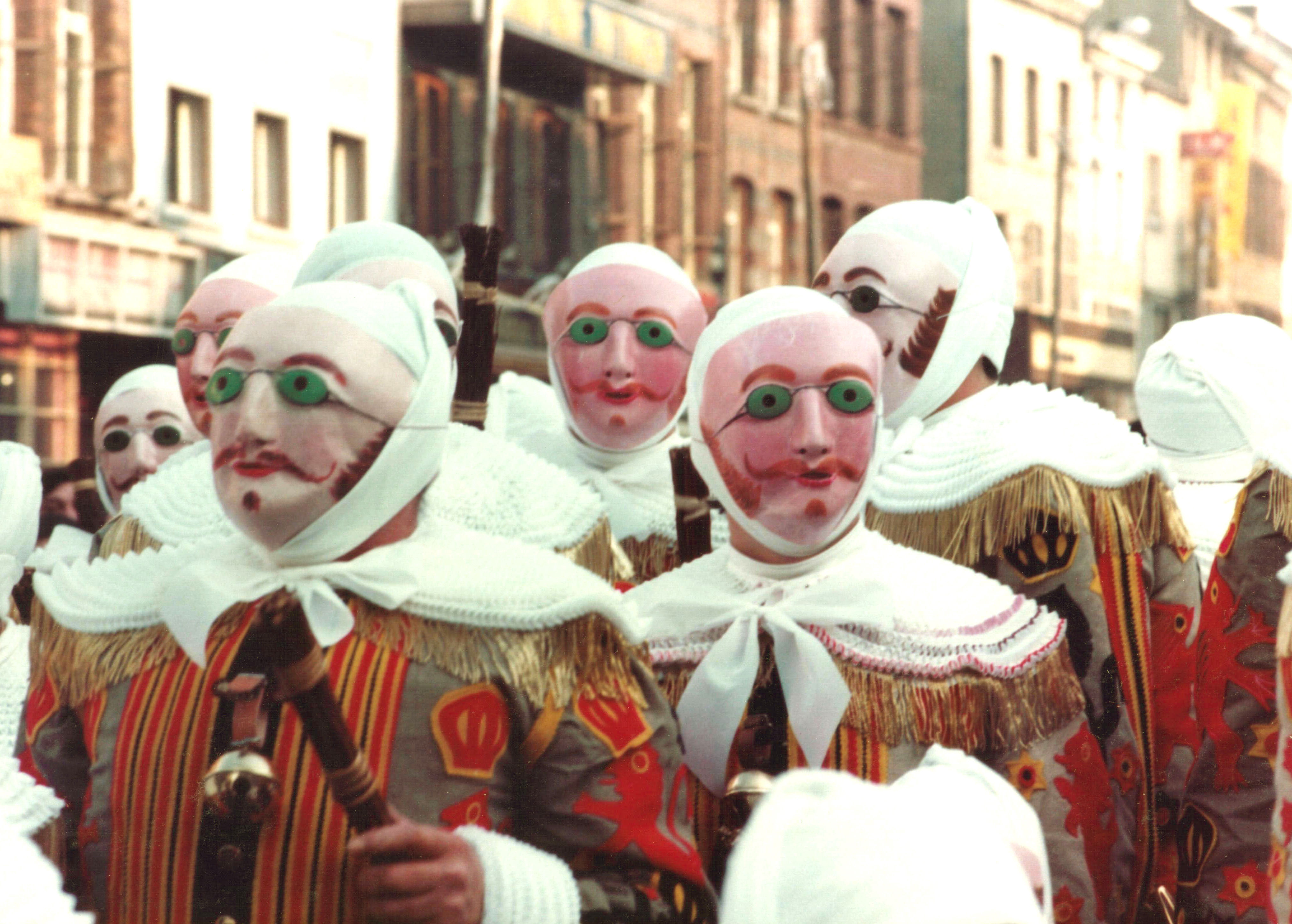
Gilles w Binche

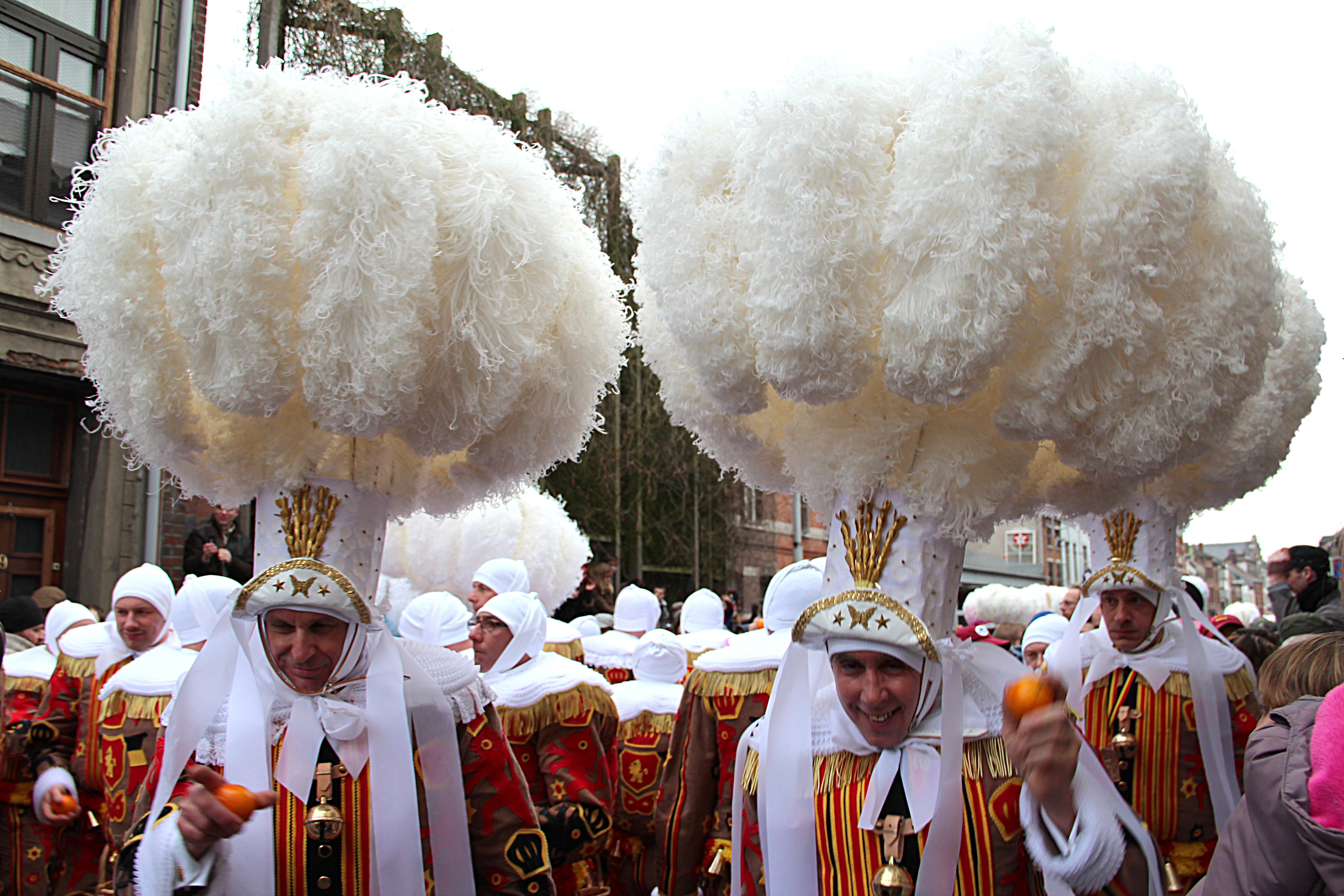
Gilles w kapeluszach ze strusich piór

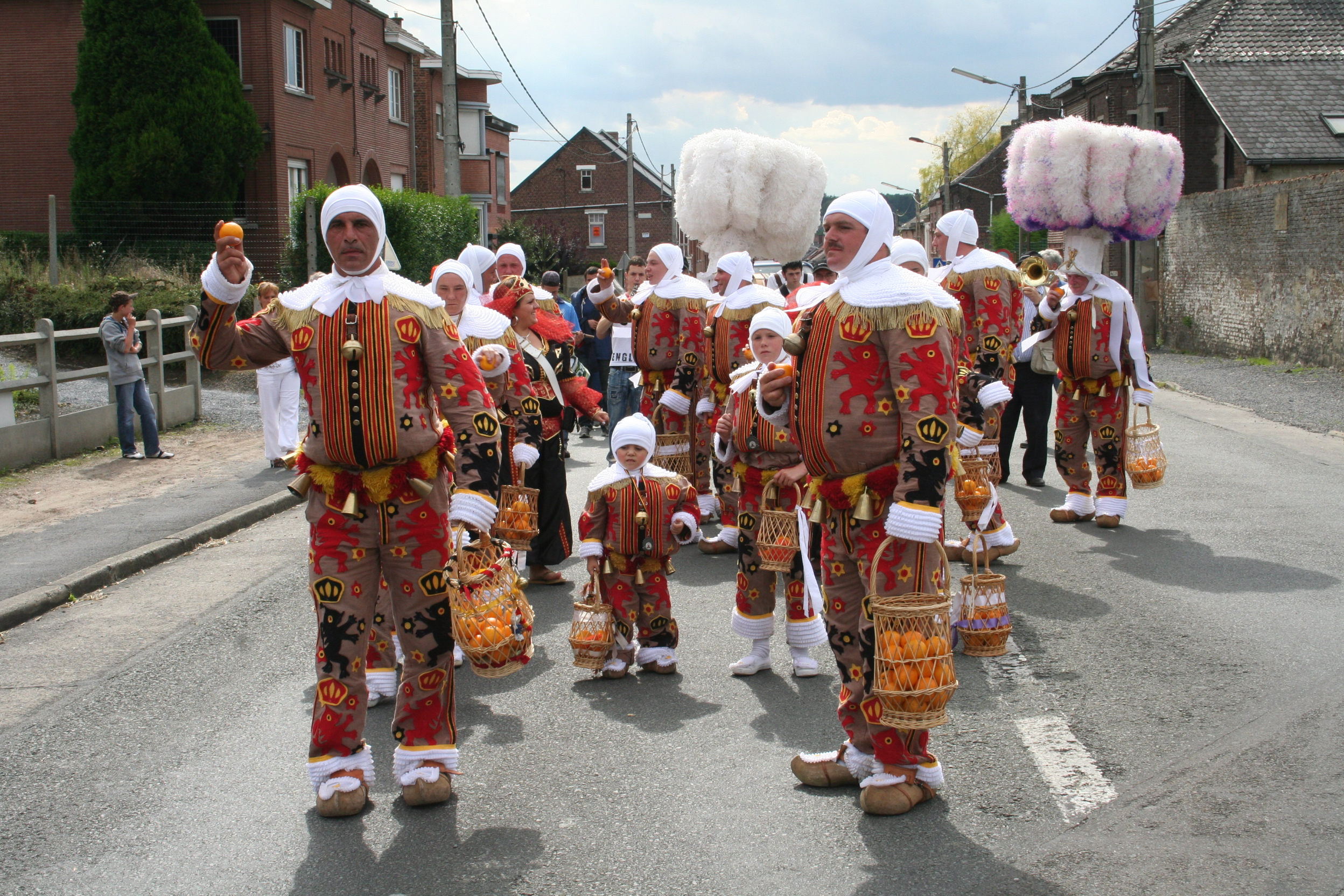
Gilles w Binche

Karnawał w Binche – doroczne wydarzenie muzyczno-taneczne, organizowane w belgijskim Binche przez trzy ostatnie dni karnawału. Jeden z najstarszych ulicznych karnawałów w Europie. W 2003 roku został proklamowany arcydziełem ustnego i niematerialnego dziedzictwa ludzkości a w 2008 roku wpisany na listę niematerialnego dziedzictwa UNESCO.

## Historia
Początki karnawałowych tradycji w Binche nie są do końca wyjaśnione. Dokumenty miejskie wskazują, że zabawy w tym okresie odbywały się już w XIV w. Źródła sprzed XVIII wieku nie wspominają Gilles. W XIX wieku dziennikarz Adolphe Delmée zaprezentował wymyśloną historie, przedstawiając Gilles jako potomków Inków, którzy mieli pojawić się w kolorowych kostiumach podczas święta zorganizowanego w 1549 roku przez Marię Habsburżankę, by przywitać brata Karola V Habsburga i bratanka Filipa II Habsburga. Mieszkańcom Binche tak miała spodobać się procesja Inków, że skopiowali ją w swoim mieście.

## Uczestnicy

### Gilles
W ostatni dzień karnawału – Mardi Gras na ulice wychodzą tzw. Gilles.
Kostium Gille'a – zakładany jedynie w dniu Mardi Gras – przysługuje jedynie mężczyznom, mieszkańcom miasta Binche przynajmniej od pięciu lat. Kostium to tunika i spodnie z juty, ozdobione 150 dekoracjami (gwiazdami, lwami i koronami). Tunika z przodu wypychana jest sianem i przepasywana żółto-czerwonym pasem z miedzianymi dzwoneczkami. Całości dopełnia biały koronkowy kołnierz ze złotymi frędzlami oraz biała czapka skrywająca włosy, na którą nakładany jest kapelusz ze strusich piór. W dłoniach dzierżą tzw. ramon – zebrane w wiązki gałązki oraz koszyki, w których niosą pomarańcze.
Rankiem Mardi Gras, Gilles nakładają maski woskowe z zielonymi okularami, wąsami i wąską bródką – od 1985 chronione prawnie, tzn. maski te mogą być noszone wyłącznie w Binche i sprzedawane mężczyznom grającym Gilles przez stowarzyszenie Gilles. Maski ściągane są po południu.

### Chłopi
Kostium chłopów to niebieska tunika z białymi rękawami, białe spodnie, buty z kokardkami, białe rękawiczki i kapelusz z dwoma białymi piórami strusimi. Chłopi w dłoniach trzymają ramon a ich twarze skrywają maski podobne do masek Gilles, ale bez okularów, wąsów i bródki.

### Arlekini
Postaci arlekinów inspirowane są bohaterami Commedia dell’arte. Kostium arlekina to koszula i spodnie z tkaniny w żółte, czerwone i zielone trójkąty, przepasane czarnym pasem. Całości dopełnia filcowy kapelusz w kolorze zielonym, wykończony futrzanym ogonem w czarno-szare pasy. W dłoniach arlekiny trzymają nietoperze ozdobione kolorowymi wstążeczkami.

### Pierroci
Postaci pierrotów inspirowane są również bohaterami Commedia dell’arte. Kostium pierrota to koszula i spodnie w jednakowym kolorze (różowym, niebieskim lub żółtym) oraz stożkowy kapelusz ozdobiony koronką z białą wstążką na czubku. Pierroci noszą czarne maski na oczy a w ręce trzymają kij udekorowany kolorowymi wstążkami.

## Przebieg
Karnawał rozpoczyna się w ostatnią niedzielę przed środą popielcową. Uczestnicy przebrani w tradycyjne kostiumy od 7:00 rano chodzą od drzwi do drzwi przy dźwiękach werbli. Po południu rusza procesja.
W poniedziałek mieszkańcy miasta spędzają czas z rodzinami i przyjaciółmi. Dzień jest dedykowany dzieciom i młodzieży. Od 18 lat młodzież katolicka, liberalna i socjalistyczna zbiera się w celu ochrony poniedziałkowego święta. Rano młodzi tańczą na ulicach a o godzinie 11:00 w kawiarniach odbywają się bitwy na confetti. Po południu młodzież rozdaje w centrum pomarańcze. Poprzebierane dzieci formują krąg przyjaźni. Dzień wieńczy pokaz sztucznych ogni o 19:00.
We wtorek rano mieszkańcy przebierają się. Pierwszy Gille opuszcza dom o świcie w towarzystwie dźwięków werbli i chodzi po mieście, zbierając innych Gilles. O 7:00 Gilles udają się na posiłek złożony z ostryg i szampana. Od 8:30 przebierańcy (Gilles, chłopi, arlekini i pierroci) zbierają się na Grand-Place. Gilles i chłopi noszą maski. Korowód udaje się do ratusza, gdzie z rąk lokalnych władz przebierańcy otrzymują jubileuszowe medale. Procesja karnawałowa rusza po południu o 15:00. Podczas pochodu Gilles mają na głowach kapelusze ze strusich piór i rozdają pomarańcze. O 20:00 korowód wraca tą samą trasą a o 21:00 rozpoczyna się pokaz sztucznych ogni na Grand-Place. Punktem kulminacyjnym karnawału jest wieczorny taniec Gilles na Grand Place.